# Sturnira mistratensis
Sturnira mistratensis är en fladdermus i familjen bladnäsor som först beskrevs av Vega & Cadena 2000.
Denna fladdermus skiljer sig från andra medlemmar av släktet Sturnira genom avvikande detaljer av kindtändernas konstruktion. Liksom andra släktmedlemmar har den gula tofsar på axeln som påminner om epåletter.
Arten är bara känd från en mindre region i västra Colombia. Den hittades där i en ursprunglig skog vid 980 meter över havet. Antagligen har Sturnira mistratensis samma levnadssätt som andra fladdermöss av samma släkte.
IUCN listar arten med kunskapsbrist (DD).